# (3552) Дон Кихот
(3552) Дон Кихот (исп. Don Quijote) — небольшой околоземный астероид из группы Амура (IV), принадлежащий к довольно редкому спектральному классу D. Из-за сильно вытянутой орбиты, ввиду её значительного эксцентриситета, астероид сразу пересекает и орбиту Марса, и орбиту Юпитера, при этом, в своём перигелии достаточно близко подходя к орбите Земли (до расстояния 0,193 а. е.), что обуславливает его принадлежность к астероидам группы амура и позволяет отнести к «объектам, сближающимся с Землёй».

Орбита астероида Дон Кихот и его положение в Солнечной системе
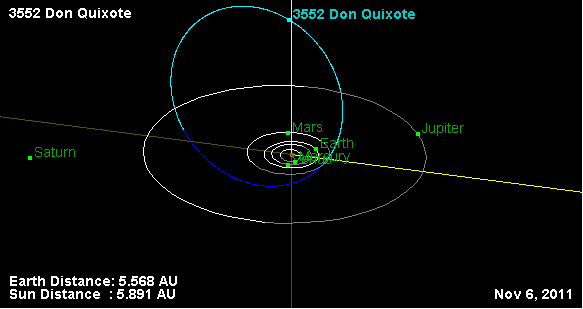
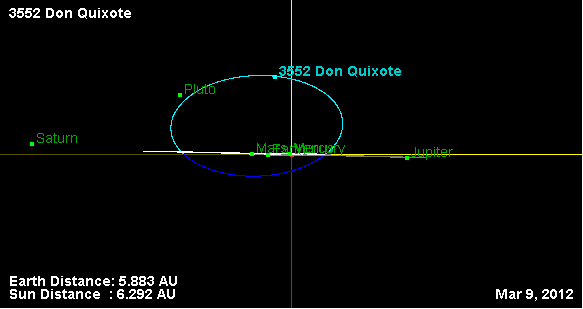
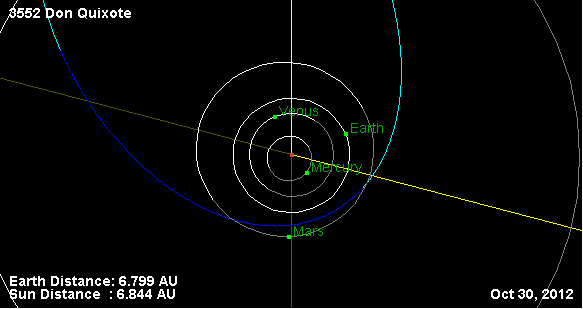

Всё это позволяет предположить, что астероид (3552) Дон Кихот на самом деле представляет собой выродившуюся комету, которая уже исчерпала свои запасы летучих веществ и превратилась в обычную глыбу камня.
Астероид был открыт 26 сентября 1983 года швейцарским астрономом Паулем Вильдом в обсерватории Циммервальд и 2 декабря 1990 года назван в честь главного героя романа Сервантеса «Хитроумный идальго Дон Кихот Ламанчский».